# Джонсон, Чейнт
Адрюа́на Чейнт Джо́нсон (англ. A'Drewana Chane't Johnson; 21 августа 1976, Даллас, Техас, США — 2 декабря 2010, Лос-Анджелес, Калифорния, США) — американская актриса.

## Биография
Адрюана Чейнт Джонсон родилась 21 августа 1976 года в Далласе (штат Техас, США).
Чейнт начала свою карьеру в качестве театральной актрисы в 1998 года. Начиная с 2002 года Джонсон снималась в кино.
Также являлась кинорежиссёром кинопродюсером и преподавателем актёрского мастерства.
Скончалась 2 декабря 2010 года в Лос-Анджелесе (штат Калифорния, США) от сердечного приступа в 34-летнем возрасте.